# John Hickenlooper
John Hickenlooper (Narberth, Pensilvania, 7 de febrero de 1952) es un político estadounidense del Partido Demócrata. Es senador por el estado de Colorado desde el 3 de enero de 2021, fue elegido en noviembre de 2020. Entre  2011 y 2019 ocupó el cargo de gobernador de Colorado.
Después de que el gobernador  Bill Ritter anunciará que no buscaría la reelección para el cargo, anunció sus intenciones por la candidatura a gobernador por el Partido Demócrata en enero de 2010. Ganó la candidatura interna sin tener un contendiente dentro del partido y esto le permitió enfrentarse al candidato del Partido de la Constitución Tom Tancredo y al republicano Dan Maes por el cargo de gobernador de Colorado, obteniendo el 51 % de los votos. En 2014 buscó la reelección en una contienda contra Bob Beaupz donde obtuvo el 49 % de los votos frente al 46% de su rival.

## Vida personal
Hickenlooper nació en Narberth (Pennsilvania), ubicado a las afueras de Filadelfia dentro de una familia de clase media, Hijo de Anne (nacida Morris) y John Wright Hickenlooper. Cuando su padre murió, Hickenlooper fue educado por su madre,  asistió a la Haverford School en 1970 y posteriormente ingresó en la Universidad Wesleyana donde recibió un B.A. en Inglés en 1974 y un máster en Geología en 1980.
Hickenlooper trabajó como geólogo en la Buckhorn Petroleum en los años 1980. Con el declive de la industria local, Hickenlooper fue despedido. Ya fuera de la industria, decidió fundar la Wynkoop Brewing Company en 1988.

## Alcalde de Denver
Una de las primeras tareas de Hickenlooper fue el manejo de presupuesto de la ciudad durante la crisis y cambiar el personal de su carrera, entre su gabinete de apoyo se encontraban personas relativamente jóvenes para el puesto. Hickenlooper ganó la reelección como alcalde en mayo de 2007 con el 88 % de los votos. En 2005, fue nombrado por Time como uno de los cinco principales alcaldes de la ciudad en los Estados Unidos.

## Gobernador de Colorado

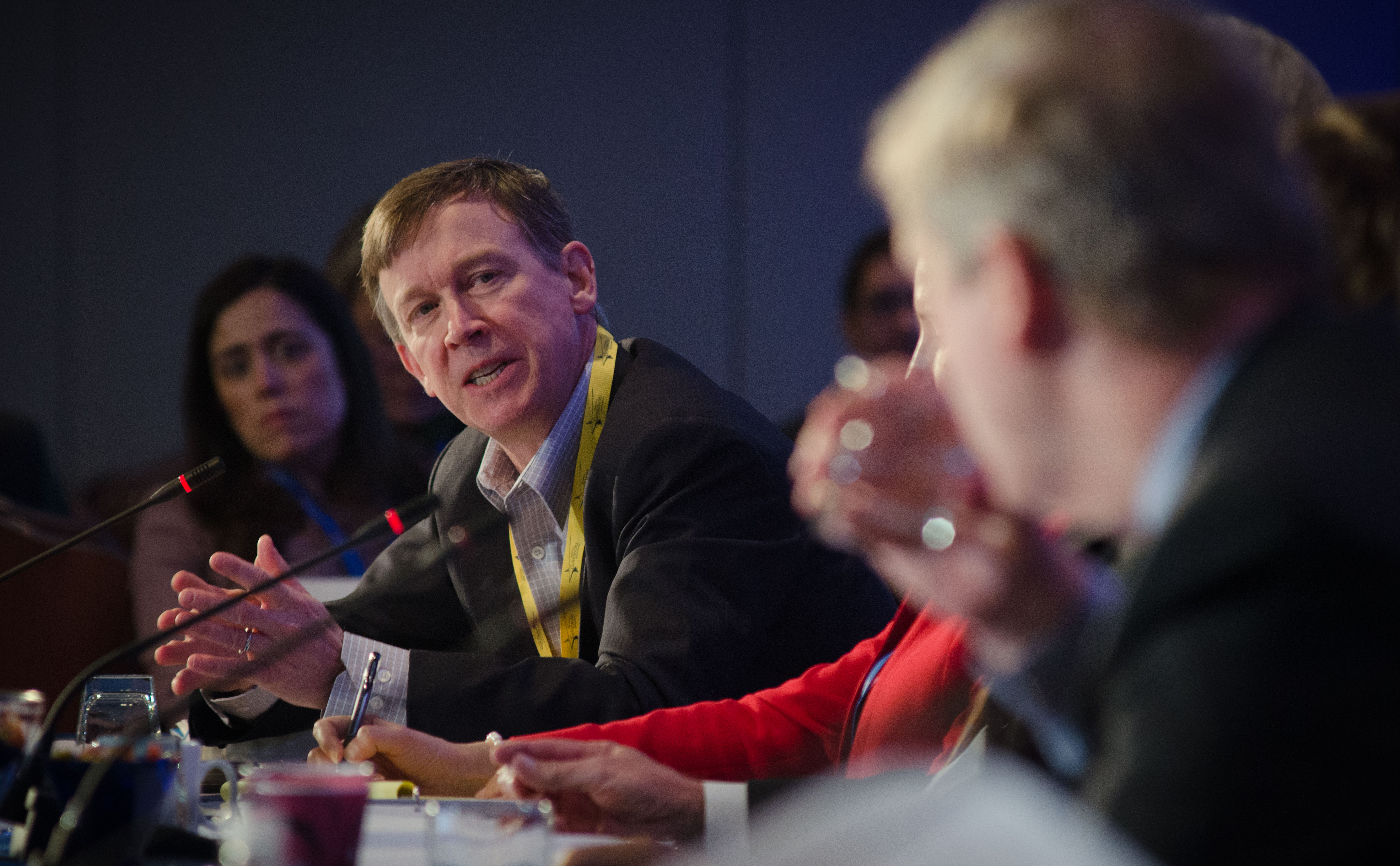
Governador John Hickenlooper

El 11 de enero de 2011, John Hickenlooper se convirtió en el gobernador número 42 de Colorado. El 4 de diciembre de 2012, fue elegido como coordinador de la Democratic Governors Association en 2013. Posteriormente perteneció a la Western Governors' Association y es el coordinador de la National Governors' Association.

## Senador
En las elecciones de 2020 derrotó al republicano, Cory Gardner, y en 2021 se posesionará como senador de Estados Unidos.